# Norman Poile
Temple de la renommée : 1990
Norman Robert Poile, dit Bud Poile, (né le 10 février 1924 à Fort William, en Ontario,au Canada - mort le 4 janvier 2005 à Vancouver en Colombie-Britannique, Canada) est un joueur canadien de hockey sur glace, entraîneur-chef, directeur-général et membre du conseil exécutif de la Ligue nationale de hockey. Bud est le frère du joueur de hockey professionnel de la LNH, Don Poile.

## Biographie
Il a commencé sa carrière dans la LNH avec les Maple Leafs de Toronto en 1942 à l'âge de 18 ans. Par la suite il a joué pour les Bruins de Boston, les Black Hawks de Chicago et les Rangers de New York pour enfin finir sa carrière comme joueur dans la Western Hockey League.
Il devient ensuite directeur-général des Flyers de Philadelphie et gagne 2 coupes Stanley en 1974 et 1975. Il est aussi responsable du succès des Canucks de Vancouver qui se sont rendus en finale de la coupe en 1982.
En 1984, il devient le commissaire de la Ligue internationale de hockey, une ligue un cran plus bas que la LNH et est intronisé au Temple de la renommée du hockey en 1990.
Le fils de Bud Poile, David Poile, connaît lui aussi une longue carrière dans la LNH et est devenu le premier directeur-général des Predators de Nashville.
Atteint de la maladie de Parkinson, il meurt le 4 janvier 2005 à Vancouver.

## Statistiques

### Joueur
| Saison     | Équipe                 | Ligue      |     | Saison régulière | Saison régulière | Saison régulière | Saison régulière | Saison régulière |   | Séries éliminatoires | Séries éliminatoires | Séries éliminatoires | Séries éliminatoires | Séries éliminatoires |
| Saison     | Équipe                 | Ligue      | PJ  | B                | A                | Pts              | Pun              | PJ               | B | A                    | Pts                  | Pun                  |                      |                      |
| 1942-1943  | Maple Leafs de Toronto | LNH        | 48  | 16               | 19               | 35               | 24               | 6                | 2 | 4                    | 6                    | 4                    |                      |                      |
| 1943-1944  | Maple Leafs de Toronto | LNH        | 11  | 6                | 8                | 14               | 9                | -                | - | -                    | -                    | -                    |                      |                      |
| 1945-1946  | Maple Leafs de Toronto | LNH        | 9   | 1                | 8                | 9                | 0                | -                | - | -                    | -                    | -                    |                      |                      |
| 1946-1947  | Maple Leafs de Toronto | LNH        | 59  | 19               | 17               | 36               | 19               | 7                | 2 | 0                    | 2                    | 2                    |                      |                      |
| 1947-1948  | Maple Leafs de Toronto | LNH        | 4   | 2                | 0                | 2                | 3                | -                | - | -                    | -                    | -                    |                      |                      |
| 1947-1948  | Black Hawks de Chicago | LNH        | 54  | 23               | 29               | 52               | 14               | -                | - | -                    | -                    | -                    |                      |                      |
| 1948-1949  | Black Hawks de Chicago | LNH        | 4   | 0                | 0                | 0                | 2                | -                | - | -                    | -                    | -                    |                      |                      |
| 1948-1949  | Red Wings de Détroit   | LNH        | 56  | 21               | 21               | 42               | 6                | 10               | 0 | 1                    | 1                    | 2                    |                      |                      |
| 1949-1950  | Rangers de New York    | LNH        | 28  | 3                | 6                | 9                | 8                | 12               | 2 | 5                    | 7                    | 10                   |                      |                      |
| 1949-1950  | Bruins de Boston       | LNH        | 38  | 16               | 14               | 30               | 6                | -                | - | -                    | -                    | -                    |                      |                      |
| 1950-1951  | Oilers de Tulsa        | USHL       | 60  | 15               | 38               | 53               | 48               | 9                | 5 | 6                    | 11                   | 4                    |                      |                      |
| 1951-1952  | Glace Bay Miners       | MMHL       | 84  | 33               | 60               | 93               | 69               | -                | - | -                    | -                    | -                    |                      |                      |
| 1952-1953  | Flyers d'Edmonton      | WHL        | 70  | 20               | 29               | 49               | 62               | 15               | 0 | 7                    | 7                    | 12                   |                      |                      |
| 1953-1954  | Flyers d'Edmonton      | WHL        | 49  | 12               | 39               | 51               | 34               | 13               | 3 | 9                    | 12                   | 0                    |                      |                      |
| 1954-1955  | Flyers d'Edmonton      | WHL        | 3   | 1                | 2                | 3                | 0                | -                | - | -                    | -                    | -                    |                      |                      |
| Totaux LNH | Totaux LNH             | Totaux LNH | 311 | 107              | 122              | 229              | 91               | 35               | 6 | 10                   | 16                   | 18                   |                      |                      |

### Entraîneur-chef
| Saison    | Équipe                 | Ligue |    | PJ | V  | D  | N    | % V                  |  | Séries éliminatoires |
| 1952-1953 | Flyers d'Edmonton      | WHL   | 60 | 21 | 28 | 11 | 44,2 | Vainqueurs           |  |                      |
| 1953-1954 | Flyers d'Edmonton      | WHL   | 70 | 29 | 30 | 11 | 49,3 | Éliminés au 2e tour  |  |                      |
| 1954-1955 | Flyers d'Edmonton      | WHL   | 70 | 39 | 20 | 11 | 63,6 | Vainqueurs           |  |                      |
| 1955-1956 | Flyers d'Edmonton      | WHL   | 70 | 33 | 34 | 3  | 49,3 | Éliminés au 1er tour |  |                      |
| 1956-1957 | Flyers d'Edmonton      | WHL   | 70 | 39 | 27 | 4  | 58,6 | Éliminés au 2e tour  |  |                      |
| 1957-1958 | Flyers d'Edmonton      | WHL   |    |    |    |    |      | Éliminés au 1er tour |  |                      |
| 1959-1960 | Flyers d'Edmonton      | WHL   | 70 | 37 | 29 | 4  | 55,7 | Éliminés au 1er tour |  |                      |
| 1960-1961 | Flyers d'Edmonton      | WHL   | 70 | 27 | 43 | 0  | 38,6 |                      |  |                      |
| 1961-1962 | Flyers d'Edmonton      | WHL   | 70 | 39 | 27 | 4  | 58,6 | Vainqueurs           |  |                      |
| 1962-1963 | Seals de San Francisco | WHL   | 70 | 44 | 25 | 1  | 63,6 | Vainqueurs           |  |                      |
| 1963-1964 | Seals de San Francisco | WHL   |    |    |    |    |      |                      |  |                      |
| 1964-1965 | Seals de San Francisco | WHL   | 70 | 31 | 37 | 2  | 45,7 | Non qualifiés        |  |                      |
| 1965-1966 | Seals de San Francisco | WHL   |    |    |    |    |      |                      |  |                      |

## Honneurs et récompenses
- Trophée Lester-Patrick en 1989.
- Temple de la renommée du hockey en 1990.